# Liste der Baudenkmale in Carmzow-Wallmow
In der Liste der Baudenkmale in Carmzow-Wallmow sind alle Baudenkmale der brandenburgischen Gemeinde Carmzow-Wallmow und ihrer Ortsteile aufgelistet. Grundlage ist die Veröffentlichung der Landesdenkmalliste mit dem Stand vom 31. Dezember 2020.

## Baudenkmale in den Ortsteilen
In den Spalten befinden sich folgende Informationen:
- ID-Nr.: Die Nummer wird vom Brandenburgischen Landesamt für Denkmalpflege vergeben. Ein Link hinter der Nummer führt zum Eintrag über das Denkmal in der Denkmaldatenbank. In dieser Spalte kann sich zusätzlich das Wort Wikidata befinden, der entsprechende Link führt zu Angaben zu diesem Denkmal bei Wikidata.
- Lage: die Adresse des Denkmales und die geographischen Koordinaten. Link zu einem Kartenansichtstool, um Koordinaten zu setzen. In der Kartenansicht sind Denkmale ohne Koordinaten mit einem roten beziehungsweise orangen Marker dargestellt und können in der Karte gesetzt werden. Denkmale ohne Bild sind mit einem blauen bzw. roten Marker gekennzeichnet, Denkmale mit Bild mit einem grünen beziehungsweise orangen Marker.
- Bezeichnung: Bezeichnung in den offiziellen Listen des Brandenburgischen Landesamtes für Denkmalpflege. Ein Link hinter der Bezeichnung führt zum Wikipedia-Artikel über das Denkmal.
- Beschreibung: die Beschreibung des Denkmales
- Bild: ein Bild des Denkmales und gegebenenfalls einen Link zu weiteren Fotos des Baudenkmals im Medienarchiv Wikimedia Commons

### Carmzow
| ID-Nr.   | Lage                      | Bezeichnung                                     | Beschreibung | Bild           |
| -------- | ------------------------- | ----------------------------------------------- | --- | -------------- |
| 09130025 | Dorfkirche Carmzow (Lage) | Kirche mit Kirchhofeinfriedung und Leichenhalle | Die evangelische Kirche stammt aus der zweiten Hälfte des 13. Jahrhunderts, der Turm wurde Ende des 17. Jahrhunderts errichtet. | weitere Bilder |

### Cremzow
| ID-Nr.            | Lage   | Bezeichnung | Beschreibung | Bild           |
| ----------------- | ------ | ----------- | --- | -------------- |
| 09130026 Wikidata | (Lage) | Kirche      | Die evangelische Kirche stammt aus der zweiten Hälfte des 13. Jahrhunderts. Im Inneren eine Orgel im neugotischen Stil. Die Kanzel stammt aus der ersten Hälfte des 19. Jahrhunderts. | weitere Bilder |

### Wallmow
| ID-Nr.            | Lage                              | Bezeichnung                                                                                   | Beschreibung | Bild                                                                                          |
| ----------------- | --------------------------------- | --------------------------------------------------------------------------------------------- | --- | --------------------------------------------------------------------------------------------- |
| 09130726 Wikidata | (Lage)                            | Kirche                                                                                        | Die evangelische Kirche stammt aus der zweiten Hälfte des 13. Jahrhunderts. Der Turmaufsatz wurde von 1841 bis 1843 erbaut. | weitere Bilder                                                                                |
| 09130844          | Dorfstraße 22 (Wallmow 22) (Lage) | Pfarrhaus                                                                                     | | Pfarrhaus                                                                                     |
| 09130923          | Wallmow 6 (Lage)                  | Hofanlage, bestehend aus Wohnhaus, Stallscheune, Kleinviehstall und Resten der Hofpflasterung | | Hofanlage, bestehend aus Wohnhaus, Stallscheune, Kleinviehstall und Resten der Hofpflasterung |